# Schizophyllum fuscounilineatum
Schizophyllum fuscounilineatum är en mångfotingart som beskrevs av Lucas. Schizophyllum fuscounilineatum ingår i släktet Schizophyllum och familjen kejsardubbelfotingar. Inga underarter finns listade i Catalogue of Life.